# Luis Torres (cầu thủ bóng đá)
Luis Alonzo Torres Vargas (sinh ngày 3 tháng 2 năm 1993) là một cầu thủ bóng đá người Belize hiện tại thi đấu cho Placencia Texmar Assassins và Đội tuyển bóng đá quốc gia Belize ở vị trí tiền vệ chạy cánh hoặc tiền đạo.

## Sự nghiệp câu lạc bộ
Torres giành chức vô địchcùng với Placencia Assassins ở Premier League of Belize 2012 and 2011 Super League of Belize.

## Sự nghiệp quốc tế
Năm 2013 Torres thi đấu cả ba trận cho U-20 Belize tại Đại hội thể thao Trung Mỹ 2013, và ghi bàn trước Nicaragua trong thắng lợi 2–1.
Anh cũng là một phần của đội hình Belize 23 người tham dự Cúp Vàng CONCACAF 2013.